# Onda Vaga
Onda Vaga est un groupe argentino-uruguayen de rock alternatif, originaire de Cabo Polonio, en Uruguay. Ce groupe se caractérise par le fait d'avoir créé son propre rock, une fusion de mélodies entre la rumba, cumbia, reggae, rock indépendant, folk rock et le tango.

## Histoire

### Débuts (2007–2009)
Le groupe est formé en 2007 de l'union des groupes argentins de rock alternatif Michael Mike et Doris. Cinq membres forment le groupe, Ignacio « Nacho » Rodríguez (ex-Doris), Marcelo Blanco (ex-Doris), Marcos Orellana (ex-Michael Mike), Tomás Justo Gaggero (ex-Michael Mike) et Germán Cohen (ex-Satélite Kingston) à la voix et au trombone.
En avril et en août 2008, ils effectuent une série de concerts à guichets fermés introduisant à l'auditoire ce qui deviendra le premier album d'Onda Vaga, Fuerte y caliente. Septembre 2008 se termine avec un concert dans l'un des festivals de musique de Buenos Aires les plus prestigieux, partageant l'affiche avec R.E.M. et Mars Volta entre autres. En décembre, Onda Vaga se voit décerner par le magazine Rolling Stone le titre de nouveau groupe de l'année, et Fuerte y caliente comme l'un des 50 albums les plus importants de 2008.
En 2009, Onda Vaga est invité par Manu Chao pour ouvrir leur concert au Luna Park de Buenos Aires, en mars devant plus de 7 000 personnes et en novembre dans les gradins, plus de 30 000 spectateurs. Au cours de cette année également, le groupe est non seulement nommé pour MTV, et le quotidien Clarin comme meilleur nouveau groupe, mais se lance aussi dans sa première tournée européenne, se produisant dans plus de 20 villes en deux mois, et vend plus de 1 000 exemplaires de leur premier album.

### Nouveaux albums (depuis 2010)

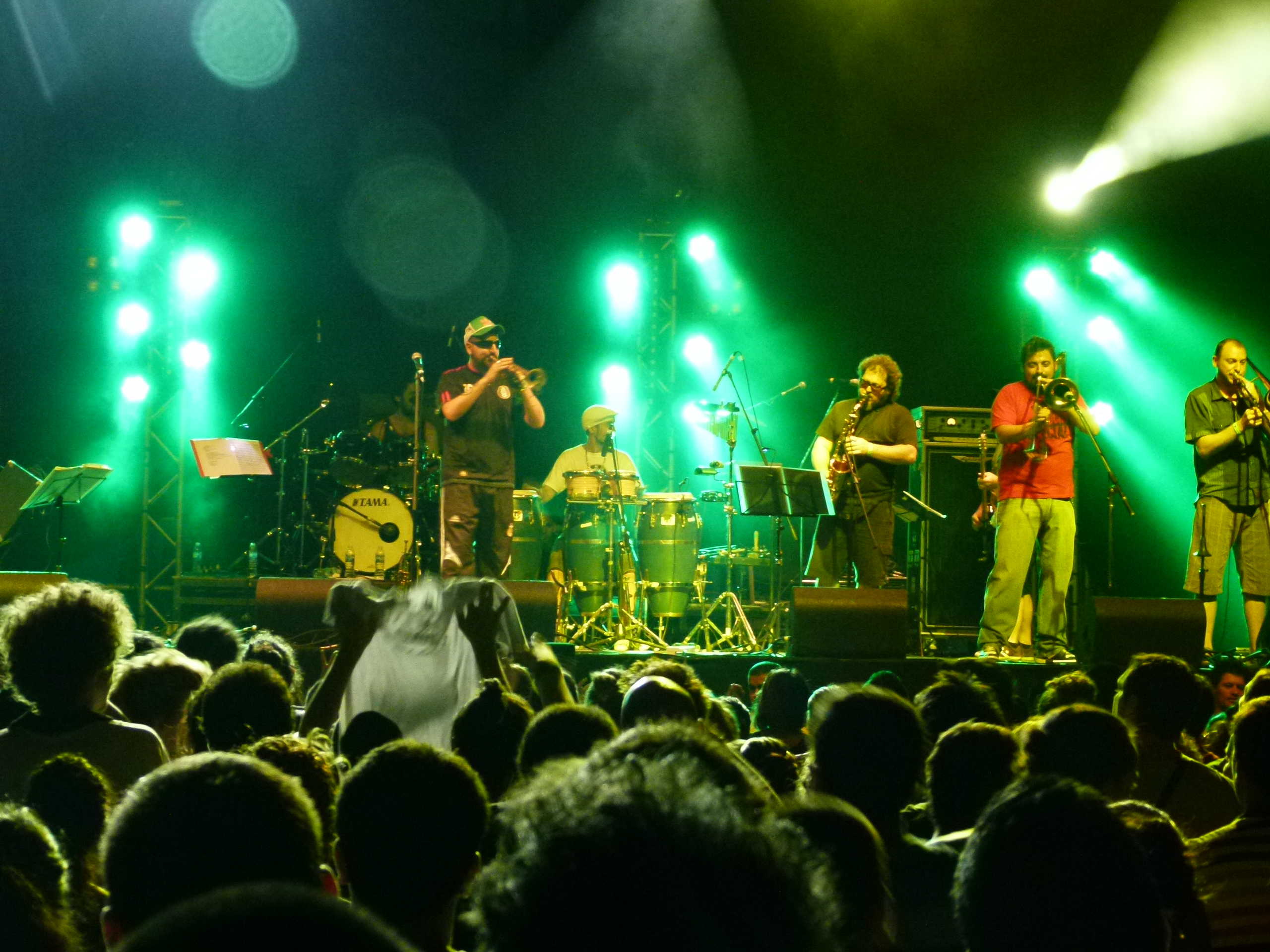
Onda Vaga en Argentine en 2012.

Le groupe se consolide même après la sortie de son deuxième album Espíritu salvaje, qui est publié en septembre 2010. Depuis lors, la bande croissante en audience et en reconnaissance, devient l'un des groupes le plus indépendant la scène argentine. En 2011, il est temps d'amorcer leur troisième tournée européenne et plusieurs présentations à travers l'Amérique du Sud et même une brève visite par le Maroc. En 2012, Onda Vaga réalise sa quatrième tournée couronnée de succès de l'Europe en passant par la Belgique, en France et en Espagne, pour la clôturer finalement au Japon au festival Fuji Rock Festival, qui est suivi par plus de 100 000 personnes.
2013 est l'une des années les plus importantes pour le groupe, ils sortent leur troisième album Magma elemental, enregistré à l'Estudio Tónica. Ils tournent en soutien à l'album, jouant notamment en août 2013 devant plus de 5 500 spectateurs au Luna Park de Buenos Aires. 2014 se confirme déjà dans les festivals les plus importants du monde comme Lollapalooza au Chili, en Argentine et Viva Latino Lollapalooza au Mexique.
En 2016, le groupe revient avec un nouvel album studio intitulé OV IV. En 2018 sort l'album Nuestra canciones.
Le 1er janvier 2021 sort le single El camino del amor et le 26 février sort l'album Témpera mental, produit entre 2019 et 2020 et contenant tous les singles sortis pendant cette période par le groupe. Alors que le monde revient à la normale après la pandémie de Covid-19, Onda Vaga produit son 7e album studio intitulé Rojo, dont le premier single Deja sort en septembre de la même année. En 2022, ils sortent le single Milagro avec son clip vidéo, accompagnant leur retour sur scène. Au mois d'octobre, ils se produisent de manière intime et acoustique à Mar del Plata et donnent ensuite leur propre concert au Niceto Club (Buenos Aires). Le 14 février 2023 sort El calor et le 7 mars Morenita, les derniers singles avant la sortie de l'album Rojo le 18 avril, composé de 12 chansons et d'une durée de près de 40 minutes. 

## Style musical
Le groupe se définit comme musicalement éclectique : « nous avons un très large spectre musical. » Les paroles et les refrains profonds, simples et rêveurs, des arrangements harmoniques des chansons et la claire intention de se détendre en jouant en direct ce mélange de rumba-cumbia-reggae-folk-rock-tango gaie, provoque une réponse unanime : le public est de plus en plus nombreux.